# Naked Thunder
| 전문가 평가                                | 전문가 평가 |
| 평가 점수                                  | 평가 점수   |
| 출처                                       | 점수        |
| ------------------------------------------ | ----------- |
| AllMusic                                   | [ 2 ]       |
| Collector's Guide to Heavy Metal           | 4/10        |
| The Encyclopedia of Popular Music          | [ 1 ]       |
| MusicHound Rock: The Essential Album Guide | [ 4 ]       |

《Naked Thunder》는 1989년 영국의 하드 록 밴드 딥 퍼플을 떠난 직후에 발매된 이언 길런의 1990년 솔로 음반이다. 이 곡은 다양한 곡들이 특징인데, 길런의 가장 열정적이고 인상적인 파워 발라드 〈Loving on Borrowed Time〉 공연 중 하나와 전통적인 현장 한탄 〈No More Cane on the Brazos〉가 있다. 이 음반은 또한 이언 길런의 오랜 작곡 파트너 스티브 모리스가 참여한 첫 번째 음반이었다. 《Naked Thunder》는 리프 머시스에 의해 프로듀싱되었으며 드러머 사이먼 필립스와 전 그리스 밴드의 키보디스트 토미 에어를 포함한 많은 주목할 만한 게스트 음악가들이 참여한다.

## 배경
이 음반은 1998년 이글 레코드에 의해 미국 시장을 위해 재발매될 때까지 미국에서만 수입할 수 있었다.
《Naked Thunder》는 차트에 실패한 두 개의 싱글이 선행되었다. 더 성공적인 투어는 쇼 중 하나를 기록한 비디오로 이어진 투어였다(《Ian Gillan Live》, 1990년).
2006년 이언 길런은 《Gillan's Inn》 음반을 위해 〈Loving on Borrowed Time〉을 재녹음했다. 2016년 11월, 그는 다시 〈No More Cane on the Brazos〉를 오케스트라와 돈 에어리 밴드와 함께 동유럽 투어 동안 라이브로 공연했다. 그가 25년 만에 그 노래를 연주한 것은 이번이 처음이었다.

## 곡 목록
모든 곡들은 특별한 언급이 없는 한 이언 길런과 스티브 모리스에 의해 작사/작곡하였다.
| #   | 제목                                         | 작사·작곡               | 재생 시간 |
| --- | -------------------------------------------- | ----------------------- | --------- |
| 1.  | 〈Gut Reaction〉                             |                         | 3:46      |
| 2.  | 〈Talking to You〉                           |                         | 3:36      |
| 3.  | 〈No Good Luck〉                             |                         | 4:12      |
| 4.  | 〈Nothing but the Best〉                     |                         | 3:46      |
| 5.  | 〈Loving on Borrowed Time (with 캐롤 케년)〉 |                         | 5:04      |
| 6.  | 〈Sweet Lolita〉                             |                         | 3:50      |
| 7.  | 〈Nothing to Lose〉                          |                         | 6:17      |
| 8.  | 〈Moonshine〉                                | 길런, 모리스, 마크 버클 | 2:46      |
| 9.  | 〈Long and Lonely Ride〉                     |                         | 3:48      |
| 10. | 〈Love Gun〉                                 |                         | 3:29      |
| 11. | 〈No More Cane on the Brazos〉               | 민요                    | 8:13      |